# Тимчасове посвідчення громадянина України

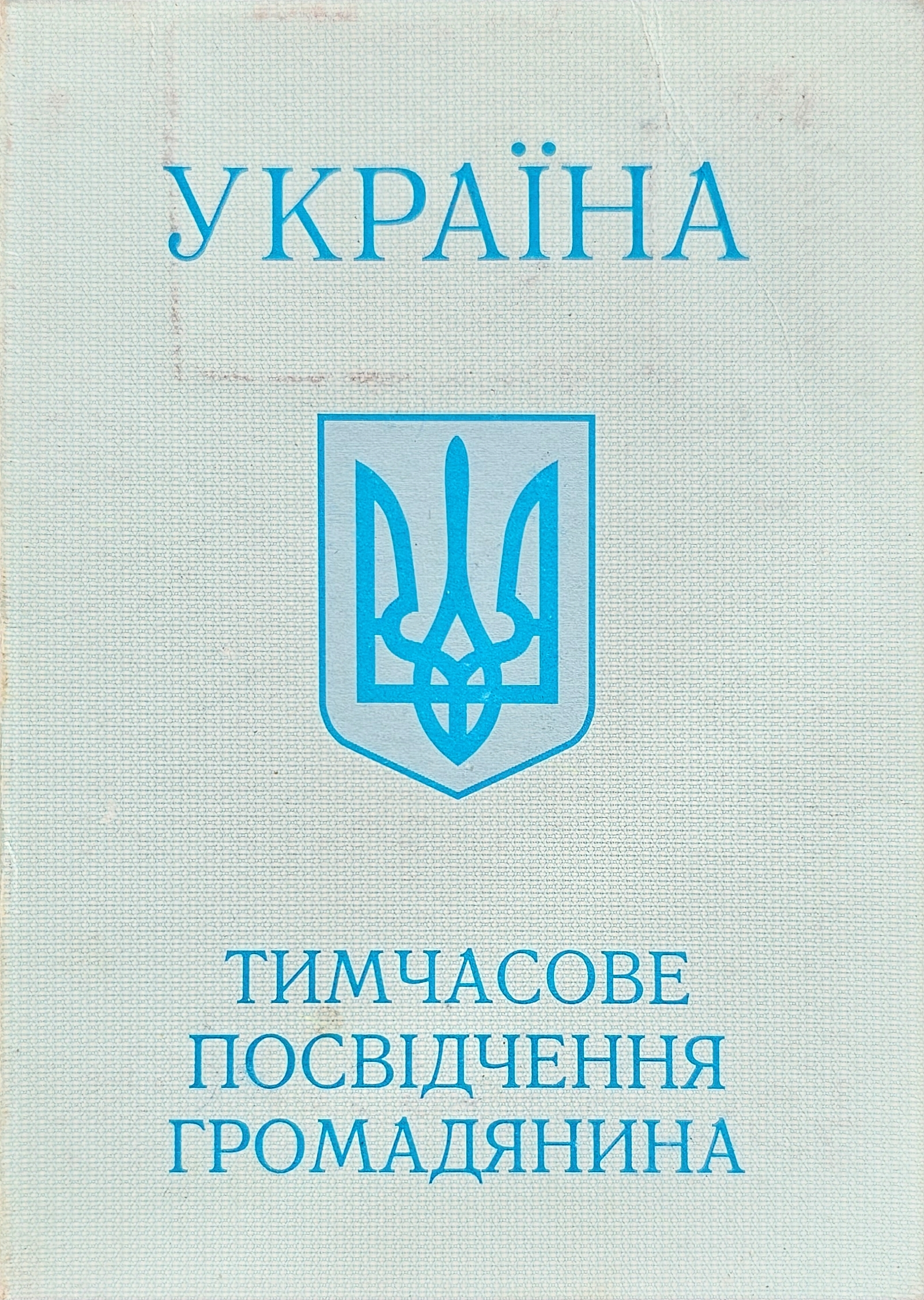
Тимчасове Посвідчення Громадянина України

Тимчасове посвідчення громадянина України – документ,  який посвідчує  особу  і  підтверджує  громадянство України.

## Законодавчі параметри
Існує дві норми законів України щодо мінімального віку особи, якій може оформлюватися тимчасове посвідчення:
- Закон України «Про громадянство України» встановлює, що «тимчасове посвідчення громадянина України видається  особам, які досягли шістнадцятирічного віку, набули громадянства України та взяли зобов'язання припинити іноземне громадянство протягом двох років з моменту набуття громадянства України».
- Закон України «Про Єдиний державний демографічний реєстр та документи, що підтверджують громадянство України, посвідчують особу чи її спеціальний статус» встановлює:  «Тимчасове посвідчення громадянина України є документом видається особі, яка досягла чотирнадцятирічного віку, набула громадянства України та взяла зобов'язання припинити іноземне громадянство протягом двох років з дня набуття громадянства України».[2]

## Оформлення тимчасового посвідчення
Для оформлення тимчасового посвідчення подаються: заява-анкета за встановленою формою, фотокартки; довідка про реєстрацію особи громадянином України. Особи, які постійно проживають в Україні, подають копію довідки органу державної податкової служби про присвоєння ідентифікаційного номера. Документи приймаються за умови пред'явлення паспорту або документа, що його замінює та посвідчує особу заявника. У разі потреби подається засвідчений переклад тексту документа українською мовою. 
Оформлення і видача тимчасового посвідчення громадянина України є адміністративною послугою.

## Відомості тимчасового посвідчення
До тимчасового посвідчення громадянина України вноситься така інформація:
1. назва держави;
2. назва документа;
3. тип документа;
4. код держави;
5. номер документа;
6. ім'я особи;
7. громадянство;
8. дата народження;
9. унікальний номер запису в Реєстрі;
10. стать;
11. місце народження;
12. дата видачі;
13. дата закінчення строку дії документа;
14. уповноважений суб'єкт, що видав документ (код);

Тимчасове посвідчення підписується посадовою особою, яка його оформила. У тимчасовому  посвідченні вклеюється фотокартка і ставиться власноручний підпис особи, якій оформлено посвідчення, вносяться відомості про  місце  проживання особи. Усі записи у тимчасовому посвідченні здійснюються українською мовою.

## Тимчасове посвідчення громадян України, які проживають на тимчасово окупованій території України
Законодавством встановлено особливості оформлення і видачі тимчасового посвідчення громадянина України громадянам України, які проживають на тимчасово окупованій території України
Оформлення і видача тимчасового посвідчення громадянина України здійснюються територіальними підрозділами Державної міграційної служби України  за місцем звернення громадянина або його представника.
Заява про видачу тимчасового посвідчення громадянина України приймається за умови пред’явлення документів, які підтверджують підстави набуття громадянства України, чи їх копій.

## Громадянство України в умовах воєнного конфлікту: проблеми та перспективи
Україна, як країна, що переживає складний період та важкі часи, стикається з проблемами щодо громадянства та правового статусу українців за походженням, які повернулися на батьківщину, щоб підтримати її у цей нелегкий час.
Правовий контекст
Складна ситуація, коли особа має громадянство країни-агресора та проживає в Україні, є правовою проблемою, яку довелося вирішувати багатьом українцям, які вернулися на батьківщину, щоб підтримати її у цей нелегкий час. Відповідно до чинного законодавства, громадянство України може бути надано лише за умови відмови від інших громадянств, у яких перебуває кандидат. Проте, в умовах воєнного конфлікту, коли особи із тимчасовим посвідченням громадянина України не мають можливості безпечно подавати заяву на відмову від громадянства країни-агресора, виникає проблема щодо їхнього правового статусу та захисту їх прав.
Петиція до Президента України
Серед осіб, які опинилися в такій ситуації, виникла ініціатива подати петицію до Президента України з проханням урегулювати цей питання та надати можливість декларативно відмовитися від громадянства країни-агресора. Ця ініціатива зібрала більше 25 000 підписів, що дозволило її розгляду Президентом України Володимиром Зеленським.
Законопроект 9585
Президент України поручив розгляд цього питання Прем'єр-міністру України Денису Анатолійовичу Шмигалю, який вніс законопроект №9585 на розгляд Верховної Ради України. Проте, на жаль, цей законопроект не вирішує проблему осіб, які не можуть безпечно відмовитися від громадянства країни-агресора через ідеологічні обгрунтування та ризики гонінь після завершення воєнного конфлікту. Замість цього, законопроект пропонує продовжувати строк дії тимчасового посвідчення громадянина України для таких осіб.
Перспективи та вирішення проблеми
Важливо розуміти, що особи, які проживають в Україні в умовах воєнного конфлікту, з громадянством країни-агресора, можуть знаходитися у важкому становищі, і їхні права та безпека повинні бути захищені.
Для вирішення цієї проблеми можливо потрібно розглянути альтернативні шляхи щодо отримання громадянства України для таких осіб, як, наприклад, можливість подачі декларації про відмову від громадянства країни-агресора без ризику для їх

## Правові недоліки тимчасового посвідчення громадянина України (ТПГУ)
Тимчасове посвідчення громадянина України, видане особам, які повернулися на батьківщину для підтримки країни в нелегкий час, стало об'єктом серйозної правової та практичної дискусії. Незважаючи на його об'явлену мету, цей документ має ряд серйозних недоліків, які впливають на права та можливості його власників.

### Обмеження прав громадян
Цей тимчасовий документ вже сам по собі обмежує багато прав громадян, порушуючи 24-ту статтю Конституції України, яка гарантує рівність перед законом та захист прав і свобод людини і громадянина. Власники ТПГУ не мають можливості отримати ID-картку або закордонний паспорт, що обмежує їх права на вільний пересування та доступ до багатьох послуг.

### Недостатність інформації
У ТПГУ відсутня латинська транслітерація імені та прізвища, що ускладнює здійснення зовнішньоекономічної діяльності та взаємодію з банками та фінансовими установами. Відсутність цієї інформації може унеможливити власникам ТПГУ вести бізнес та користуватися банківськими послугами.

### Військова служба та добровольцтво
Власники ТПГУ не мають можливості 
- встати на облік в ТЦК, бо для військового обліку потрібний виключно паспорт громадянина України
- призваними на військову службу або добровольцями в Збройних Силах України чи прирівняних до них підрозділах через відсутність паспорта громадянина України. Ця обмеженість може обмежувати їхню можливість взяти участь у захисті країни та підтримці її під час конфлікту.

### Помилкове сприйняття ТПГУ як громадянства
Практично всі, хто бачить посвідчення і читає на його обкладинці слово "тимчасовий", вважають тимчасовим не саме посвідчення, а українське громадянство і вимагають паспорт. Це створює незрозумілість серед громадян та призводить до непорозумінь.
Загалом, ці проблеми вимагають уваги та вирішення, оскільки вони стосуються прав і можливостей тих громадян, які повернулися в Україну, щоб підтримати свою країну в складний період. Вирішення цих питань може сприяти покращенню правового статусу та життя цих осіб, а також сприяти зміцненню довіри та підтримки соціуму владою.